# Marinko Madžgalj
Marinko Madžgalj (Beograd, 21. kolovoza 1978. — Beograd, 26. ožujka 2016.) bio je je srbijanski glumac, pjevač i voditelj, odrastao u Kotoru. 
Svoju popularnost je stekao u seriji Crni Gruja, i zajedno s Ognjenom Amidžićem bio je je član glazbenog dvojca Flamingosi. S Amidžićem je vodio i zabavnu emisiju Ćao, Darvine. Preminuo je 26. ožujka 2016. godine od raka gušterače.

## Filmografija
- 2003.	Lisice (TV serija) kao mladić
- 2003.	Crni Gruja kao Čeda Velja
- 2004.	Karađorđe i pozorište (TV serija) kao Čeda Velja
- 2004.	Crni Gruja kao Čeda Velja
- 2007.	Crni Gruja i kamen mudrosti kao Čeda Velja
- 2007-2008. Ne daj se, Nina kao Dragan Popadić
- 2008.	Ranjeni orao kao Safet
- 2009.	Drug Crni u NOB-u kao Veselin Čegović „Če“ / Marija
- 2009.	Grijeh njene majke kao Dr Kosta Božić
- 2010.	Moj rođak sa sela kao Zlatibor
- 2010.	Na slovo, na slovo kao Morski Vuk
- 2011.	Pjevaj, brate! kao Petar pjevač

## Vanjske poveznice
- Marinko Madžgalj u internetskoj bazi filmova IMDb-u (engl.)